# Carrusel (álbum)
Carrusel es el quinto disco de estudio del grupo de rock español Dikers. Salió a la venta en abril de 2008. El propio Iker Piedrafita, líder de la agrupación, se encargó de la producción del álbum.

## Lista de canciones
| N.º | Título                   | Duración |  |
| 1.  | «Intro»                  | 1:38     |  |
| 2.  | «Al azar»                | 3:59     |  |
| 3.  | «El cepo»                | 3:53     |  |
| 4.  | «Ángel»                  | 4:43     |  |
| 5.  | «Lo que me pidas»        | 3:50     |  |
| 6.  | «Carrusel»               | 3:42     |  |
| 7.  | «Sentirme bien»          | 3:23     |  |
| 8.  | «A contrapelo»           | 3:08     |  |
| 9.  | «100 corazones...o más»  | 3:33     |  |
| 10. | «Miedo»                  | 4:37     |  |
| 11. | «El arte de desaparecer» | 4:16     |  |
| 12. | «Sin trampas»            | 4:19     |  |

## Miembros
- Iker Piedrafita - Voz, guitarra, piano
- Iñaki Urroz - Bajo, coros
- Rikar Martínez - Batería